# Gjon Gazulli
Gjon Gazulli, znany też jako Gjin Gazulli (łac. Johannes Gasulus, serb. Ivan Gazulić, ur. 1400 we wsi Gjadër k. Zadrimy, zm. 19 lutego 1465 w Raguzie) – albański dominikanin, pisarz, dyplomata i astronom.

## Życiorys
Uczęszczał do szkół w Szkodrze i Dubrowniku, w 1425 ukończył studia na uniwersytecie w Padwie, a w 1430 uzyskał tytuł doktora nauk wyzwolonych. W 1432 pojawił się na dworze węgierskim, aby przekonywać Zygmunta I do poparcia Albańczyków, w ich walce z Turkami osmańskimi. W 1433 przerwał działalność dyplomatyczną, aby poświęcić się karierze naukowej na uniwersytecie w Padwie. Specjalizował się w matematyce i astronomii, był autorem tabel astronomicznych i prac naukowych w języku łacińskim. W późniejszym okresie działał sporadycznie w misjach dyplomatycznych, reprezentując Republikę Dubrownicką i Albanię.
Jego bratem był nauczyciel i przedstawiciel dyplomatyczny Skanderbega w Dubrowniku Pal Gazulli.